# سنبلزاده وهبي
سنبلزاده وهبي أفندي (ت. 1224 / 1809 م) هو عالم وشاعر تركي.
عهد إليه بتحرير وثائق الدولة الهامة، كتب ديواناً من الشعر أهداه إلى السلطان سليم الثالث و كان ينظم الشعر بالعربية والفارسية و التركية. أصيب في آخر حياته بداء النقرس.

## للإستزاده
- «اللغوى الشاعر سنبلزاده وهبى حياته واثاره» - أحمد هارون محمد هارون، المركز العربي للنشر والتوزيع